# (2757) Crisser
(2757) Crisser – planetoida z grupy pasa głównego asteroid okrążająca Słońce w ciągu 5 lat i 230 dni w średniej odległości 3,16 j.a. Została odkryta 11 listopada 1977 roku w Cerro El Roble Astronomical Station w Santiago przez Sergia Barrosa. Nazwa planetoidy pochodzi od pierwszych liter w imionach Cristina, (żony odkrywcy) oraz Sergio, (jego własnego). Przed nadaniem nazwy planetoida nosiła oznaczenie tymczasowe (2757) 1977 VN.